# 維克托里亞尼
50°40′58″N 25°9′6″E / 50.68278°N 25.15167°E
維克托里亞尼（烏克蘭語：Вікторяни），是烏克蘭的村落，位於該國西部沃倫州，由盧茨克區負責管轄，始建於1545年，面積0.32平方公里，海拔高度201米，2001年人口54，人口密度每平方公里170.35人。